# Memduh Ün
Memduh Ün (* 14. März 1920 in Istanbul; † 16. Oktober 2015 in Bodrum) war ein türkischer Filmregisseur, Filmproduzent, Drehbuchautor und Schauspieler. Sein Film Nichts als Scherben lief im offiziellen Wettbewerb der Internationalen Filmfestspiele Berlin 1961.

## Filmografie (Auswahl)

### Regie
- 1955: Yetim yavrular
- 1960: Ölüm pesimizde
- 1961: Nichts als Scherben (Kirik çanaklar)
- 2005: Sinema bir mucizedir